# Thomas Somers
Thomas Somers (né le 28 avril 1997 dans le Yorkshire) est un athlète britannique, spécialiste du 200 mètres.
En 2014, il porte son record personnel à 20 s 37, ce qui constitue la meilleure performance européenne de sa catégorie, juste avant de se blesser, peu avant la finale des Championnats du monde juniors où il termine 7e.
Le 16 juillet 2017, ayant participé aux séries, il remporte la médaille d'or du relais 4 x 400 m lors des Championnats d'Europe espoirs 2017 à Bydgoszcz.